# Чжоу Дуньї
Чжоу Дуньї (周敦颐, 1017 —14 липня 1073) — китайський філософ і письменник часів династії Сун, один із засновників неоконфуціанства.

## Життєпис
Народився у 1017 році в Інду (сучасний повіт Даосянь провінції Хунань). Походив з родини чиновника. У 1036—1071 роках знаходився на державні службі, займаючи административні посади середнього рівня. Через свого дядька по матері, який став йому прийомним батьком, великого чиновника Чжен Сяну був пов'язаний з консервативним угрупованням при дворі, яка протидіяла реформам Ван Аньши. Однак з останнім Чжоу Дуньї у 1060 році мав особисту зустріч і справив на нього сильне враження. Прямими учнями Чжоу Дуньї були засновники неоконфуціанства брати Чен (Чен Хао, Чен І). Посмертно у 1120 році отримав почесне ім'я Юань-гун (князь Споконвічності), у 1241 році удостоївся титулу бо (дорівнювалося європейському графу) Жунані і встановлення таблички з його ім'ям в храмі Конфуція. При наступних династіях йому присвоювалися ще більш високі титули і звання — у 1319 році князь Даого, 1714 року — «давній мудрець».

## Філософія
Головні філософські твори — «Тайцзі тушо» («Пояснення Плану Великого межі») і «Тун шу» («Книга проникнення»).
«Тайцзі тушо» являє собою стислий, але змістовний коментар до графічної схеми тайцзі («Плану Великого межі»), похідною від аналогічних схем у цзіту («Плану Безмежного» або «Плану Межі відсутності») даоса Чень Туаня 陳摶, X ст. і тайцзі сяньтянь чжи ту («Переднебесного плану Великого межі») з «Дао цзан» («Скарбниці Шляху») - даоського трактату, створеного не пізніше середини VIII ст. За «Тайцзі тушо», все різноманіття світу: сили інь-ян, «п'ять елементів», в трактаті названі «п'ятьма пневмами», чотири пори року та інше до «тьми речей», а також добро і зло, «п'ять сталостей», що названі «п'ятьма природами», та інше до «тьми справ» — виходить з «Великого межі» (тайцзі). Той у свою чергу слідує за «безмежним». Функція «Великого межі» реалізується через взаємне обумовлення, де «рух» і «спокій» змінюють один одного. Останньому належить пріоритет, що збігається з принципами та формулами раннього даосизму. Для людини безреагентна і нерухома сутність світобудови, тобто уцзі, виявляється як «справжність (щирість)» (чжен). Ця категорія, котра поєднує онтологічний і антропологічний сенс, була висунута ще першими конфуцианцами: Мен-цзи, Сюнь-цзи, а в «Тун шу» зайняла центральне місце. Визначающа вище благо «досконаломудрого» «справжність» в ідеалі вимагає «верховенства спокою» (чжицзін), тобто відсутності бажань, думок, діянь.
Головне теоретичне досягнення Чжоу Дуньї — зведення найважливіших конфуціанських категорій і пов'язаних з ними концепцій в універсальну (від космології до етики) та надзвичайно просту світоглядну систему, в рамках якої отримала висвітлення не тільки конфуціанська, але і даосько—буддистська проблематика.

## Нащадки
- Письменники Лу Сінь (Чжоу Шужень, 1881-1936), Чжоу Цзожень (周作人, 1885-1967)
- Один з провідних лідерів компартії Китаю Чжоу Еньлай (1898-1976)